# Dziennik (Gombrowicz)
Dziennik – dziennik Witolda Gombrowicza wydany w trzech tomach w latach 1957–1966 w Paryżu przez Instytut Literacki, czwarty tom wydany w 1992 w Krakowie przez Wydawnictwo Literackie. W Polsce całość ukazała się w latach 1986–1992 w Wydawnictwie Literackim.
W sposób ironiczny, cyniczny i z humorem opowiada losy autora, który w dyskusji ze sobą samym podejmuje dialog zarówno z różnymi nurtami występującymi w humanistyce (egzystencjalizm, marksizm, fenomenologia, strukturalizm), jak i z tradycją kultury polskiej. Komentuje bieżące wydarzenia polityczne dotyczące Polski i jej miejsca w Europie oraz świecie.

## Wydania
- Dziennik 1953-1956, Paryż: Instytut Literacki 1957
- Dziennik 1957-1961, Paryż: Instytut Literacki 1962
- Dziennik 1961-1966. Operetka, Paryż: Instytut Literacki 1966
- Dziennik 1967–1969, Kraków 1992